# Wólka Załęska (Piaseczno)
Pour les articles homonymes, voir Wólka Załęska.
Wólka Załęska (prononciation : [ˈvulka zaˈwɛ̃ska]) est un village polonais de la gmina de Góra Kalwaria dans le powiat de Piaseczno de la voïvodie de Mazovie dans le centre-est de la Pologne.

## Histoire
De 1975 à 1998, le village appartenait administrativement à la voïvodie de Varsovie.